# Joseph-Görres-Denkmal (Koblenz)

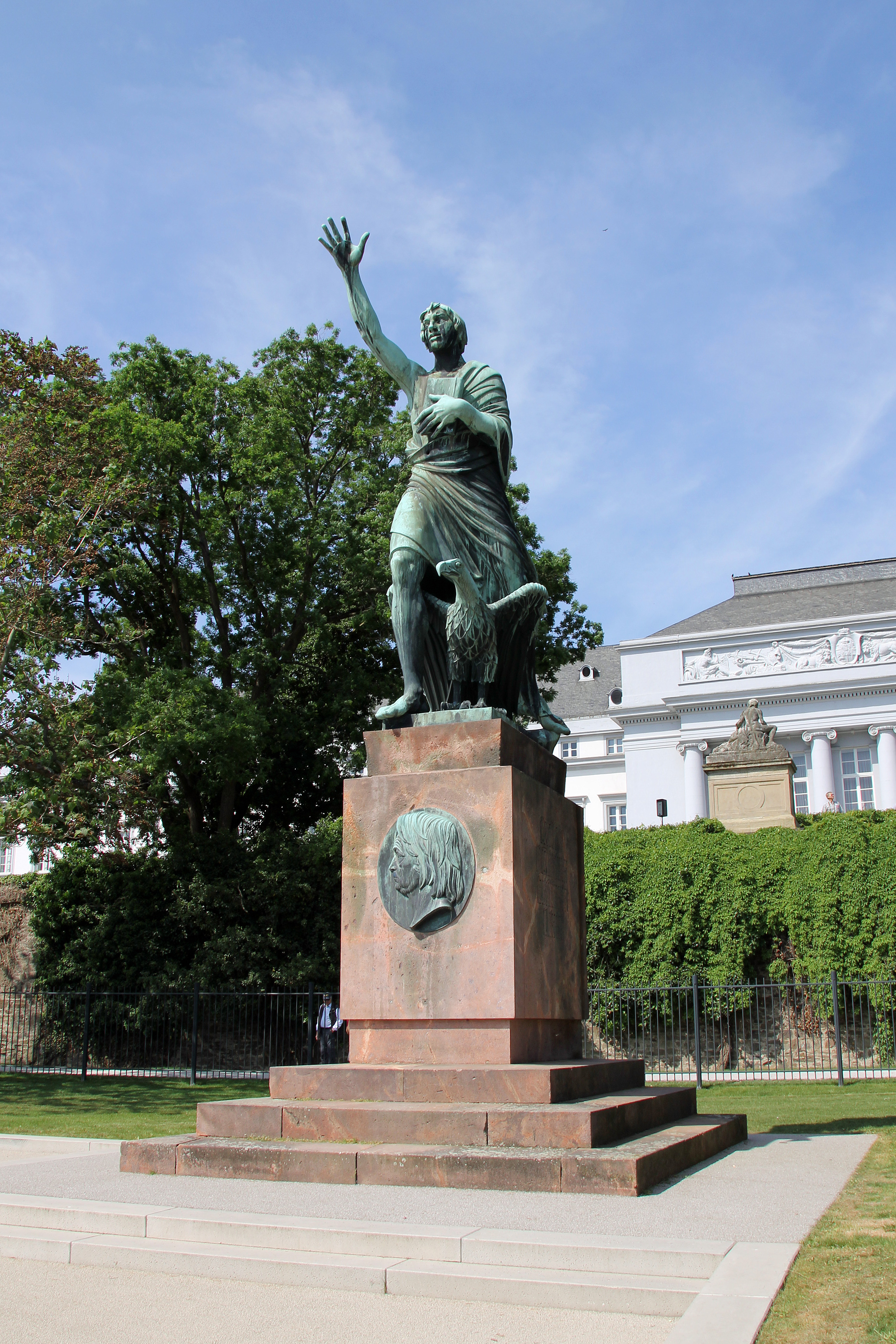
Das Joseph-Görres-Denkmal in den Rheinanlagen von Koblenz

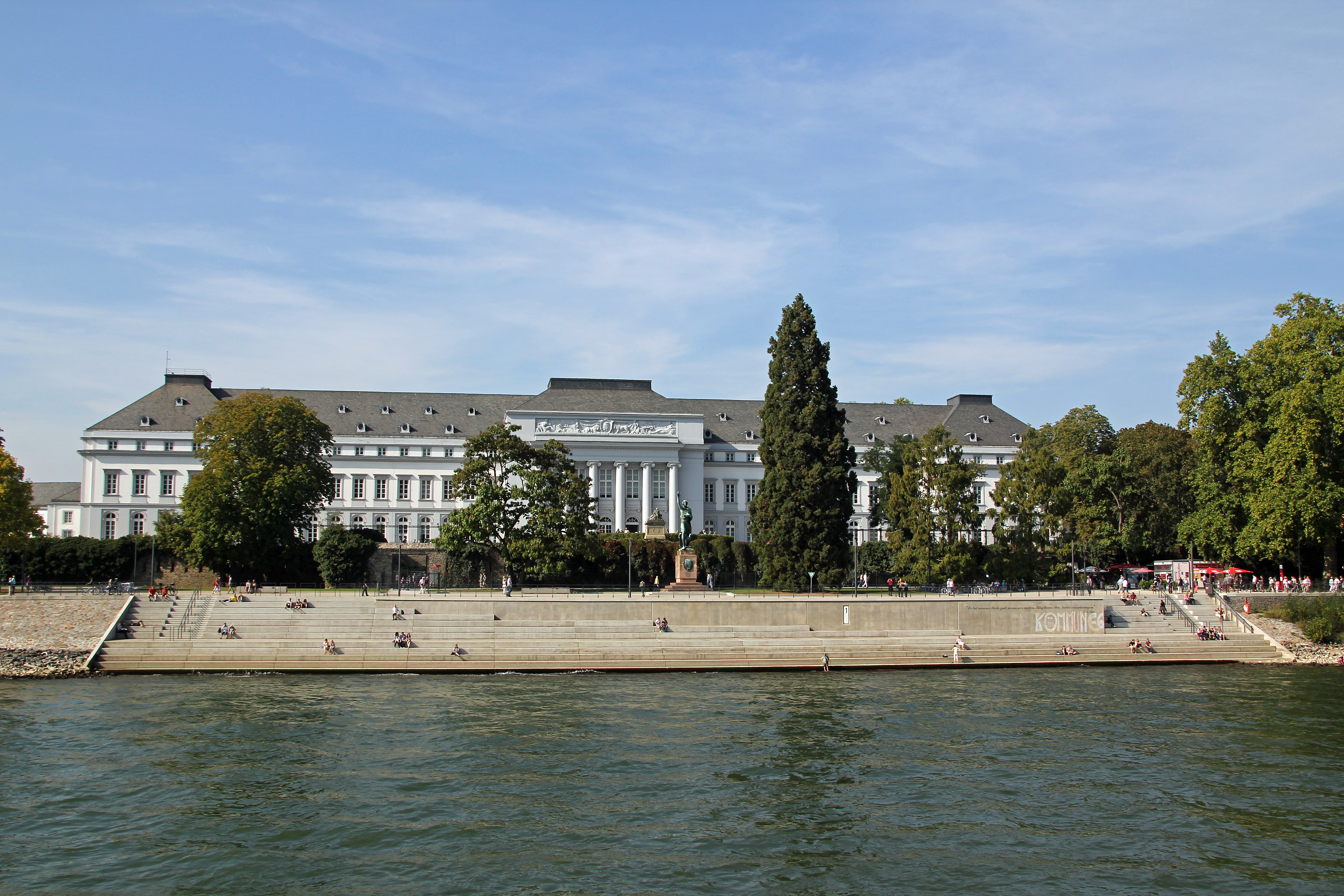
Gesamtansicht um das Denkmal in den Rheinanlagen mit den Schlossstufen und dem Kurfürstlichen Schloss

Das Joseph-Görres-Denkmal in Koblenz wurde zu Ehren des in der Stadt geborenen Publizisten Joseph Görres errichtet. Das Denkmal steht hinter dem Kurfürstlichen Schloss in den Rheinanlagen und wurde am 24. Juni 1928 eingeweiht. Die Bronzeplastik auf einem Sockel aus Rochlitzer Porphyr stammt von dem Düsseldorfer Bildhauer Richard Langer.

## Standort
Das Joseph-Görres-Denkmal vor der Ostfassade des Kurfürstlichen Schlosses unmittelbar am Rhein bildet mit dem Denkmal „Vater Rhein und Mutter Mosel“, den Haupteingängen des Schlosses und der Schlossstraße bis zur Herz-Jesu-Kirche eine Linie. Vor dem Denkmal direkt am Rhein wurden 2010 die Schlossstufen, eine Sitztreppenanlage, angelegt.
Der Vorschlag für den Standort kam von Eduard Müller, Geheimer Justizrat und Ehrenbürger seit 1917, und dem Koblenzer Bildhauer Robert Wilms. Sie empfahlen den Standort zwischen der Schlossfassade und dem Rheinufer aus zwei Gründen: Zum einen wurde Görres während der Regierungszeit des letzten Kurfürsten und Erbauers des Schlosses, Clemens Wenzeslaus von Sachsen, geboren. Zum anderen war Görres ein Vorkämpfer für den „freien Rhein“, wohin das Denkmal auch blicken sollte.
Andere vorgeschlagene Standorte waren Plätze in der Koblenzer Altstadt (Am Plan, Clemensplatz), die aber wegen der befürchteten Verkehrsbeeinträchtigung abgelehnt wurden. Auch der Platz neben dem sogenannten Rheinkavalier, einem Überbleibsel der Stadtbefestigung aus dem 17. Jahrhundert, wurde diskutiert und ebenfalls abgelehnt.

## Geschichte

### Entscheidung zum Bau des Denkmals
Erste Pläne zur Errichtung eines Denkmals kamen bereits nach dem Tod von Joseph Görres im Jahr 1848 auf. Der Stadtrat regte ein Komitee an, das bis 1851 genügend finanzielle Mittel für den Kauf einer Büste des Koblenzer Bildhauers Jakob Schorb sammelte. Er hatte diese Büste bereits 1840 angefertigt. Der Plan scheiterte jedoch, als der preußische Innenminister die Ehrung untersagte, denn der Publizist war in dieser Zeit wegen seiner Rolle in der Märzrevolution von 1848 umstritten.
Diese Einstellung änderte sich erst während der Rheinlandbesetzung nach dem Ersten Weltkrieg. Eine erneute Anregung zu einem Denkmalbau kam daher 1923 von dem Koblenzer Oberbürgermeister Karl Russell. Der Bau eines Denkmals für deutsche Patrioten war daher eine willkommene Demonstration, dass das Rheinland zu Deutschland gehört. Russells Anregung wurde daher von der preußischen Regierung sowie auch von der Reichsregierung unterstützt. Anvisierter Einweihungstermin war Görres’ 150. Geburtstag am 25. Januar 1926.
Die französische Militärregierung hatte keine Einwände gegen den Denkmalbau. Daher bildete sich im September 1924 ein Denkmalausschuss, dessen Vorsitzender Karl Russell wurde. Die Görres-Gesellschaft und ein Ehrenausschuss innerhalb des Denkmalausschusses unterstützten den Denkmalausschus. Dem Ehrenausschuss gehörten unter anderem Reichspräsident Friedrich Ebert, Reichskanzler Wilhelm Marx und der Kölner Erzbischof Kardinal Karl Joseph Schulte an.

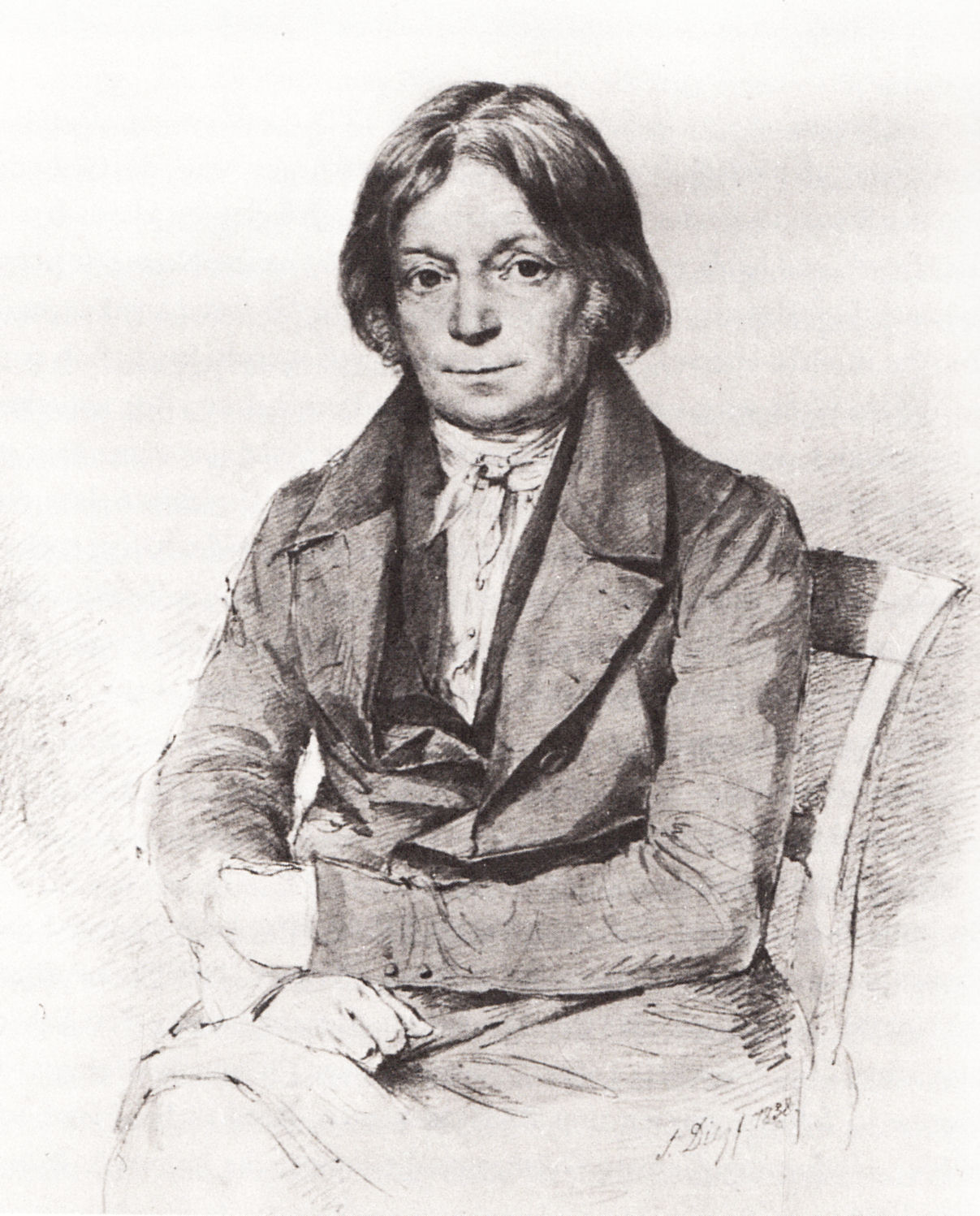
Joseph Görres, 1838

Vom Ortsausschuss der Görres-Gesellschaft war am 25. Januar 1926, dem 150. Jahrestag der Geburt von Görres, folgender Aufruf in Koblenz ergangen, der auch in landesweiten Publikationen und zu späterer Zeit gedruckt wurde.
„Am 25. Januar 1926 sind hundertfünfzig Jahre verflossen, dass zu Coblenz […] Joseph Görres geboren wurde. Kein Denkmal erinnert heute in deutschen Landen an ihn. Die Zeiten sind vorüber, wo das Charakterbild diese gewaltigen Geisteshelden in der Geschichte schwankte. Der Herausgeber des ‚Rheinischen Merkurs‘, der ersten politischen Tageszeitung großen Stils, gilt heute überall als ein Vorkämpfer nationaler, politischer und regionaler Freiheit. [...] Heute mehr denn je ist es Pflicht, die Vorkämpfer deutscher Einigkeit zu ehren. Männer und Frauen haben sich selbst zusammengetan, um dem Manne, der nur die Majestät der Wahrheit, der Tugend und des Rechtes anerkannte, an der Stätte seiner Geburt ein würdiges Denkmal zu errichten. Dazu bedarf es der Hilfe des ganzen deutschen Volkes, dessen religiöser, sittlicher und nationaler Wiedergeburt Görres Lebensarbeit galt. ‚Wenig vermag freilich der einzelne, aber vieler Zusammenwirken fördert das Werk‘!“
Mit einem Aufruf zur Errichtung eines Görresdenkmals am 1. Dezember 1926 begann die Spendenakquise. Diese verlief jedoch weitgehend erfolglos, denn die wirtschaftliche Not in der Bevölkerung war zu groß. Die Finanzierung stützte sich deshalb fast ausschließlich auf Fördergelder der preußischen und der Reichsregierung. Nur etwa die Hälfte der geschätzten Baukosten in Höhe von 65.000 bis 70.000 Reichsmark (300.819 bis 323.959 Euro) waren durch Spenden und Beiträge der Provinzialverwaltung und der Stadt Koblenz selbst zusammengekommen, was die endgültige Fertigstellung des Denkmals verzögerte. So wurde beschlossen, zunächst nur den Grundstein für das Fundament zu legen und die Bronzeplastik selbst später hinzuzufügen.
Einige Künstler waren eingeladen worden, Entwürfe für das geplante Denkmal vorzulegen. Schlussendlich erhielten die Entwürfe des Düsseldorfer Bildhauers Richard Langer am 29. Juni 1926 den Zuschlag.

### Grundsteinlegung 1926
Vom 11. bis 16. September 1926 fand anlässlich des Jubiläums der Görres-Gesellschaft und des 150. Geburtstages von Joseph Görres deren 50. Generalversammlung in Koblenz sowie parallel dazu die &#132;„Görres Gedächtnis Ausstellung“&#147; statt. Höhepunkt war dabei die feierliche Grundsteinlegung des Denkmals am 15. September 1926. Der Kundgebung wohnten zahlreiche Gäste aus Politik und Gesellschaft bei. Zu den Ehrengästen zählten Mitglieder von Görres-Gesellschaft, Stadtverwaltung und Stadtrat sowie der preußische Oberpräsident Johannes Fuchs, Reichskommissar Ernst Langwerth von Simmern, der Rektor der Bonner Universität Adolf Dyroff, Äbte von Maria Laach und Marienstatt und der Bildhauer Richard Langer. Die besondere Bedeutung der Feierlichkeit lag in der Betonung der Zugehörigkeit des Rheinlandes zu Deutschland. Diesen Aspekt, der schließlich die Finanzierung des Denkmalbaus erst ermöglichte, brachte der Koblenzer Oberbürgermeister Karl Russell mit folgenden Worten seiner Eröffnungsrede zum Ausdruck:
„Heute in Zeiten tiefster Erniedrigung Deutschlands, weigert kein Deutscher, wie auch immer er religiös-politisch eingestellt sein mag, dem großen Deutschen den ihm schuldigen Dank und die Huldigung für die reckenhafte Vertretung deutscher Art am Rhein.“
Auch der Text auf der Gedächtnisurkunde, die in den Grundstein mit Unterschriften der anwesenden Gäste und gängige Münzen von fünf Reichsmark bis einem Reichspfennig eingemauert wurde, spiegelt den rheinischen Patriotismus wider. Hier heißt es:
„In Gottes Namen! Zum Ehrenmal des Josef Görres, des Herolds vom Rhein, des Vorkämpfers für Wahrheit, Freiheit und Recht, wurde am 15. September 1926 der Grundstein gelegt, an einem Tage, an dem noch nicht die Sonne der vollen Freiheit dem Rhein und Deutschland leuchtete. In der Hoffnung, daß zur Freiheit des Rheins ein neuer Görres erstehe, wird dieses Denkmal errichtet.“

### Einweihung 1928

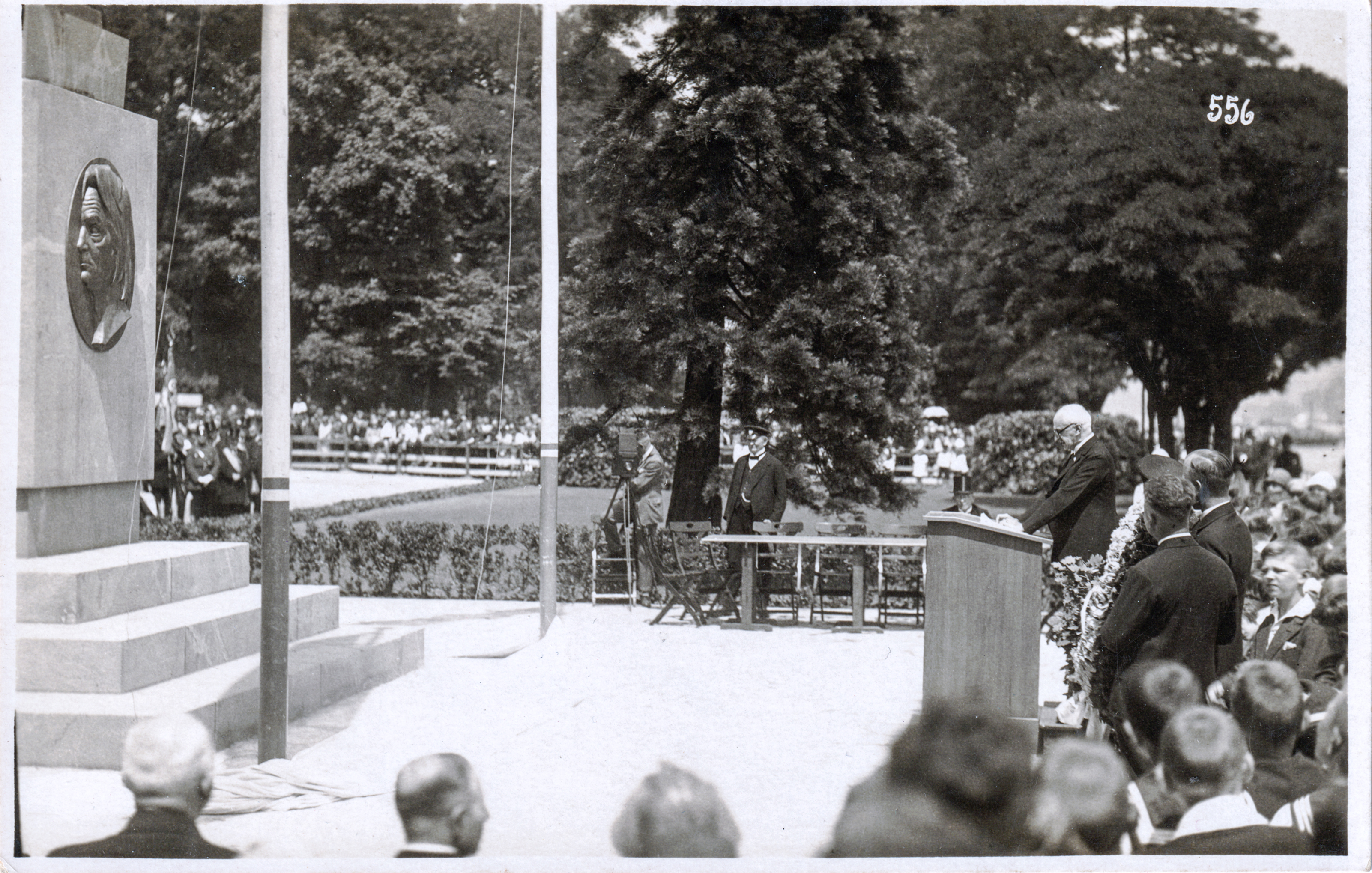
Während der Rede des Koblenzer Oberbürgermeisters Karl Russell anlässlich der Einweihungsfeier, 24. Juni 1928

Der geplante endgültige Einweihungstermin musste immer wieder verschoben werden, bis mit weiteren öffentlichen Mitteln alle Finanzlücken geschlossen werden konnten. Das fertiggestellte Denkmal wurde schließlich am 24. Juni 1928 in einem weiteren Festakt vom preußischen Kultusminister Carl Heinrich Becker der Öffentlichkeit übergeben, einem Jahr vor Abzug der französischen Truppen aus dem Rheinland. Auch hier wurde wieder die Gelegenheit zur provokativen Betonung der deutschen Einheit genutzt. Die französische Militärregierung indes reagierte gereizt: Hochkommissar Paul Tirard verbot die Übertragung der Reden im Rundfunk.

### Weitere Entwicklung

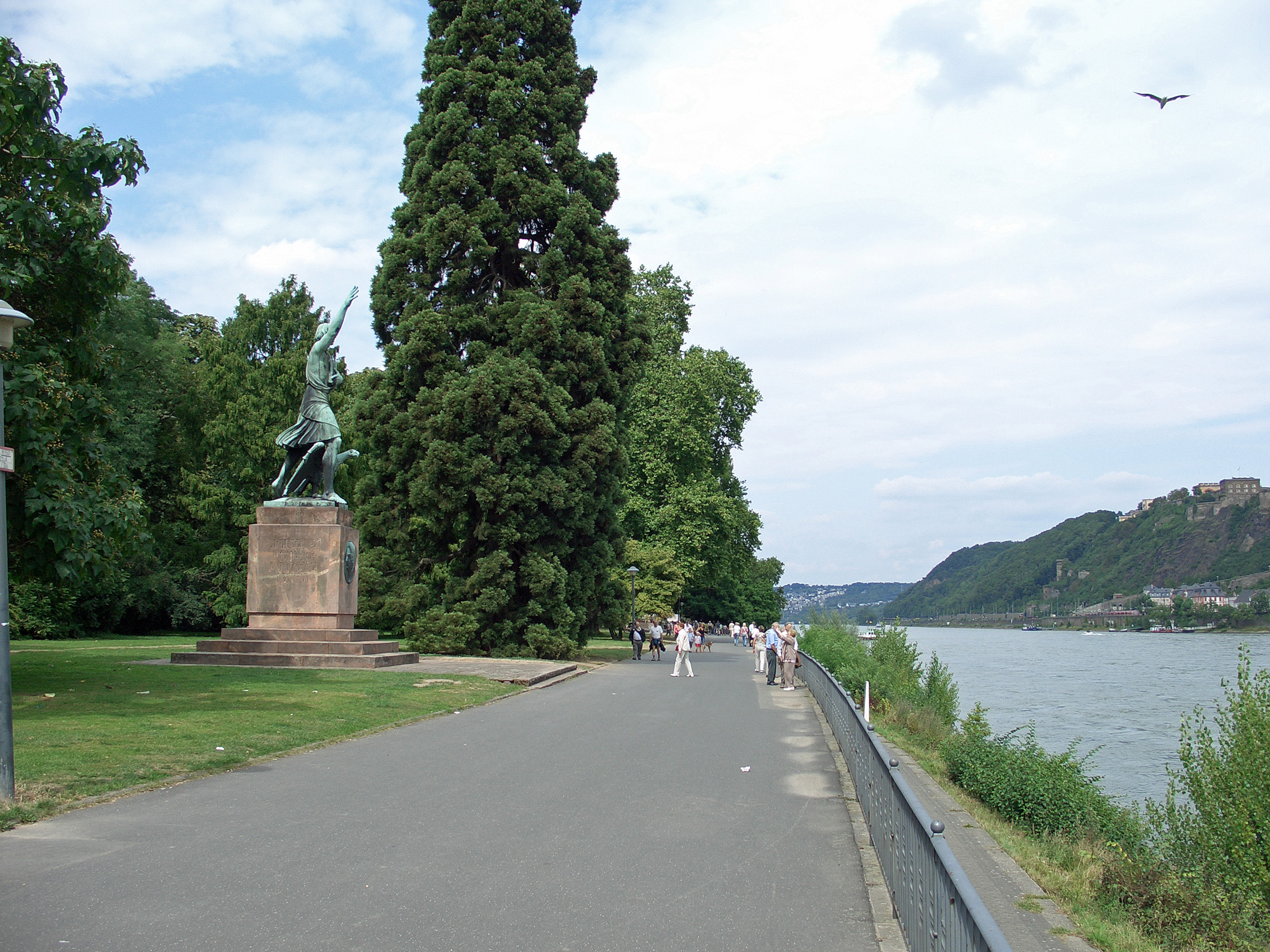
Das Denkmal und seine Umgebung im Jahr 2008 vor der Umgestaltung für die Buga

Die Plastik des Denkmals sollte während des Zweiten Weltkriegs zusammen mit der Reiterstatue am Deutschen Eck und weiteren Plastiken entlang der Promenade Kaiserin-Augusta-Anlagen und SA-Ufer (heute Rheinanlagen) gemäß einer Liste des Reichsministeriums für Rüstung und Kriegsproduktion als Spende für die deutsche Rüstung eingeschmolzen werden. Das Engagement des seit 1940 amtierenden Oberbürgermeisters Nikolaus Simmer bewirkte aber, dass die Denkmäler am 29. September 1942 freigestellt wurden.
Die Luftangriffe auf Koblenz überstand das Joseph-Görres-Denkmal fast unbeschadet und zählt heute zu einem wichtigen Stück Geschichte des Rheinlands und der Stadt Koblenz. Zur Bundesgartenschau 2011 wurden die Rheinanlagen und somit der Bereich um das Denkmal umfangreich saniert, vor dem Denkmal zum Rhein hin entstand eine 100 Meter breite Sitztreppenanlage.

## Bau
Das expressionistische Joseph-Görres-Denkmal besteht aus einem vier Meter hohen schlichten Sockel aus Rochlitzer Porphyr und einer 5,23 Meter hohen allegorischen Bronzefigur darüber, die einen schreitenden, über den Rhein hinweg blickenden Jüngling mit erhobenem rechten Arm darstellt. In der linken Hand hält sie ein Buch vor der Brust. Die Figur ist auf der rechten Hand flankiert von einem Adler und ist die Verkörperung einer Interpretation der mahnenden Rufe des Joseph Görres für Freiheit und Recht. Auf der dem Rhein zugewandten Seite des Sockels ist ein Profil-Relief von Joseph Görres angebracht. An den Seitenwänden sind seine Worte „Der Rhein ist Teutschlands hochschlagende Pulsader.“ und „Lernet Gerechtigkeit, ihr seid gewarnt; und nicht versuchet die Gottheit.“ eingemeißelt. Auf der Rückseite, dem Kurfürstlichen Schloss zugewandt, steht Joseph Görres, sowie sein Geburts- und Sterbejahr nebst Geburts- und Sterbeort.

## Denkmalschutz
Das Joseph-Görres-Denkmal ist ein geschütztes Kulturdenkmal nach dem Denkmalschutzgesetz (DSchG) und in der Denkmalliste des Landes Rheinland-Pfalz eingetragen. Es steht in Koblenz-Altstadt und gehört zur Denkmalzone Kaiserin-Augusta-Anlagen.
Seit 2002 ist das Joseph-Görres-Denkmal Teil des UNESCO-Welterbes Oberes Mittelrheintal.